# BSB3
BSB3 è il terzo album discografico in studio del duo blues rock italiano dei Bud Spencer Blues Explosion, pubblicato nel giugno 2014.

## Tracce
1. Duel
2. Hey Man
3. Mama
4. Miracoli
5. No Soul
6. Croce
7. Camion
8. Rubik
9. Inferno personale
10. Troppo tardi
11. Mama Reprise (ghost track)

## Formazione
- Adriano Viterbini - voce, chitarra, tastiere
- Cesare Petulicchio  - batteria, percussioni, voce